# هيل (نيوهامشير)
هيل (بالإنجليزية: Hill, New Hampshire)‏ هي بلدة أمريكية تقع في الولايات المتحدة في مقاطعة ميريماك. يقدر عدد سكانها بـ 1,089 نسمة ومساحتها 69.6 كم2 وترتفع عن سطح البحر 138 متر.

## أعلام
- أغسطس ك. فرينش